# 奥塞阿娜·卡西尼奥尔
奥塞阿娜·卡西尼奥尔（法語：Océane Cassignol，2000年5月26日—），法国女子游泳运动员，2017年世界游泳锦标赛混合团体5公里接力金牌得主、2020年欧洲游泳锦标赛女子5公里公开水域游泳铜牌得主、2024年欧洲游泳锦标赛混合团体6公里接力铜牌得主。